# Heroku
 (août 2018).
Si vous disposez d'ouvrages ou d'articles de référence ou si vous connaissez des sites web de qualité traitant du thème abordé ici, merci de compléter l'article en donnant les références utiles à sa vérifiabilité et en les liant à la section « Notes et références ».
Heroku est une entreprise créant des logiciels pour serveur qui permettent le déploiement d'applications web. Créée en 2007, elle est rachetée en 2010 par l'éditeur Salesforce.com.

## Historique
James Lindenbaum, Adam Wiggins et Orion Henry fondent Heroku en 2007. Le 8 décembre 2010, Salesforce.com se porte acquéreur de l'entreprise Heroku et l'intègre comme filiale du groupe. Le 12 juillet 2011, Yukihiro "Matz" Matsumoto, créateur et mainteneur du langage Ruby, rejoint Heroku comme Chief Architect. La même année, Heroku et Facebook concluent un partenariat[source insuffisante][Lequel ?].

## Logiciel
Le logiciel Heroku supporte les bases de données relationnelles et NoSQL. Il possède une architecture modulaire qui permet de supporter plusieurs environnements d'exécution grâce à la virtualisation logicielle par des containers nommés dynos. C'est alors qu'elle travaillait dans cette société que Lola Odelola a produit et animé le podcast « Lost in the Source », où elle parle de son parcours à travers la technologie et explique les concepts techniques.